# Magic (песен на Руслан Асланов)
„Magic“ е песен на Руслан Асланов, която ще представи Беларус на детския песенен конкурс „Евровизия 2015“. Автори на песента са Руслан Квинта (музика), Виталий Куровски и Руслан Асланов (текст).

## Предистория
На 21 август 2015 година Руслан побеждава десетимата си конкуренти в националната селекция на Беларус и с това получава шанс да представя страната си на детската „Евровизия“ в София.